# Pasikrates (Soloi)
Pasikrates (altgriechisch Πασικράτης Pasikrátēs), wohl eher Stasikrates (Στασικράτης Stasikrátēs), war ein König des Stadtstaates Soloi auf Zypern im 4. vorchristlichen Jahrhundert. Er ist nicht mit dem zeitgleich lebenden König Pasikrates von Kourion zu verwechseln.
Nach der Schlacht bei Issos 333 v. Chr. unterwarfen sich die zyprischen Könige, die zuvor noch Vasallen des persischen Achämenidenreichs gewesen waren, dem Sieger Alexander den Großen. Bei einem von Alexander veranstalteten Theaterwettstreit in Tyros 331 v. Chr. trat Pasikrates als Finanzier eines Stücks des Athenodoros auf und errang damit den Sieg gegen das von Nikokreon von Salamis finanzierte Werk des Thessalos, das von Alexander favorisiert wurde. Beim Ausbruch des ersten Diadochenkrieges 321 v. Chr. unterstützte Pasikrates den Statthalter Ägyptens, Ptolemaios, gegen den Regenten Perdikkas. Auch zu Beginn des dritten Diadochenkrieges 315 v. Chr. hielten mehrere zyprische Könige dem Ptolemaios gegen Antigonos Monophthalmos die Treue, vermutlich auch Pasikrates, sofern er zu diesem Zeitpunkt noch lebte.
Pasikrates hatte mindestens einen Sohn Nikokles, der 326 v. Chr. einer der Trierarchen der Indusflotte Alexanders des Großen war. Wahrscheinlich war auch sein Nachfolger als König, Eunostos, sein Sohn.

## Identität
Sowohl bei Plutarch als auch bei Arrian wird der in den Jahren 331 und 321 v. Chr. auftretende König von Soloi als „Pasikrates“ genannt. Eine Theorodokenliste zu den nemeischen Spielen, die in den Zeitraum zwischen 331 und 315 v. Chr. datiert wird, nennt einen „Stasikrates, Sohn des Stasias“, als Leiter der Festgesandtschaft (therorodikos) von Soloi bei den Spielen. Von diesem ist aus einer Weihinschrift aus Larnaka bekannt, dass er als König von Soloi amtierte. Die jüngere Geschichtsforschung identifiziert „Pasikrates“ und „Stasikrates“ als eine Person, wobei letzterer Name auch der tatsächliche Name des Königs war. Offenbar hatte sich in den erzählenden Chroniken Plutarchs und Arrians eine Namensverwechslung eingeschlichen, in der Stasikrates von Soloi mit Pasikrates von Kourion verwechselt wurde.